# Andriy Taran
Andriy Vassylyovytch Taran (en ukrainien : Андрій Васильович Таран), né le 4 mars 1955 à Francfort-sur-l'Oder (République démocratique allemande), est un chef militaire ukrainien  et une personnalité politique.

## Carrière politique
En 2019 il est le responsable de la campagne de Ihor Smechko avec la parti Force et honneur, mais avec 3.82% ils ne franchissent pas le seuil des 5% et n'envoient personne au parlement.

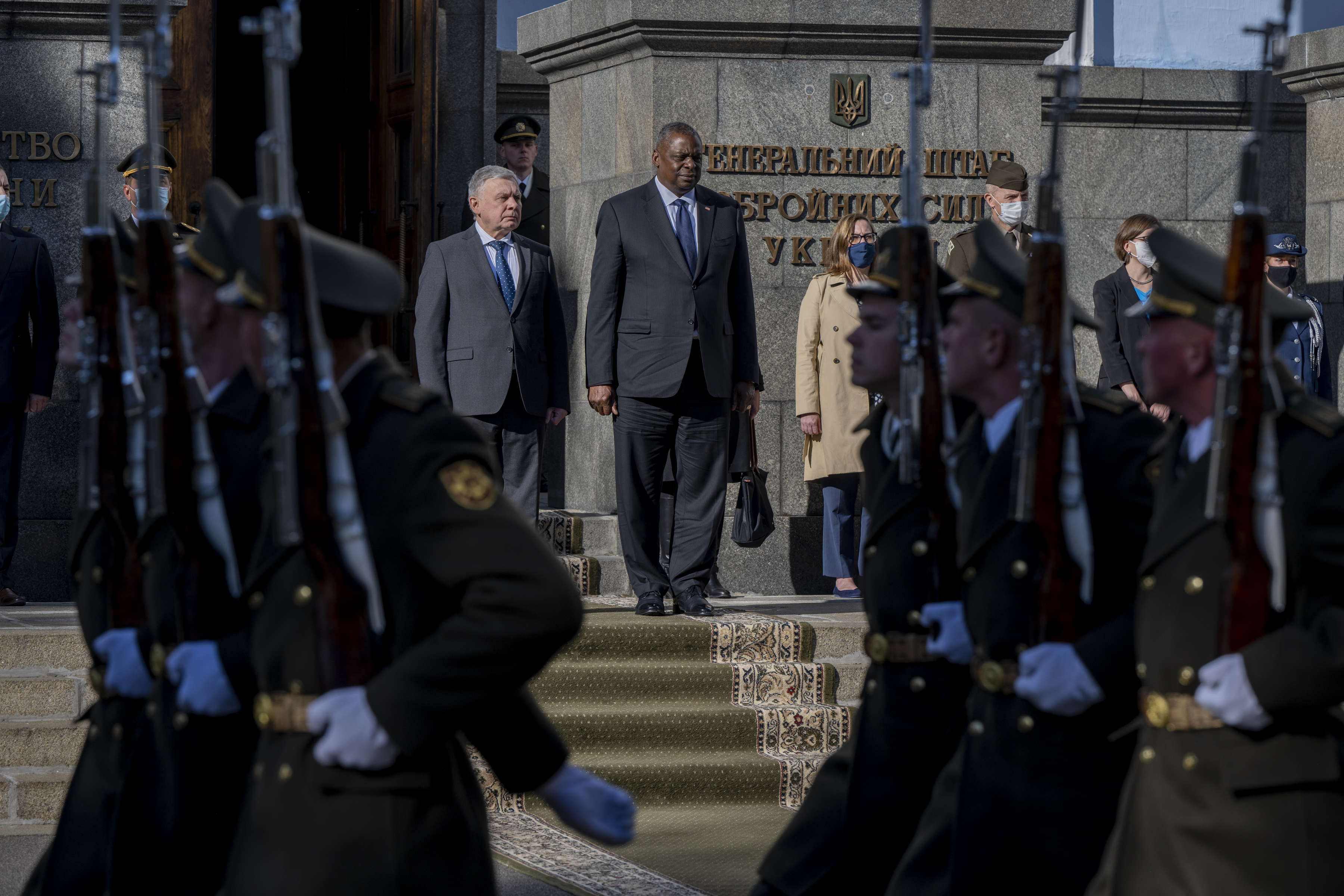
Andrïi Taran et Lloyd Austin en octobre 2021 à Kiev.

Il a été le seizième ministre de la Défense de l'Ukraine. Il est également lieutenant général à la retraite des forces armées de l'Ukraine. Le 5 mai 2022 il est nommé ambassadeur de l'Ukraine en Slovènie.